# Drosophila diplochaeta
Drosophila diplochaeta este o specie de muște din genul Drosophila, familia Drosophilidae, descrisă de Tsacas în anul 2003.
Este endemică în Zimbabwe. Conform Catalogue of Life specia Drosophila diplochaeta nu are subspecii cunoscute.